# Rodzina Bonanno
Rodzina Bonanno – jedna z „Pięciu Rodzin” przestępczych działająca w Nowym Jorku, będąca ogólnokrajowym amerykańskim fenomenem znanym jako Mafia lub La Cosa Nostra.

## Drzewo genologiczne
W 1931 roku w trakcie wojny castellammaryjskiej 10 września 1931 roku zginął dotychczasowy szef (brooklyńskiej) rodziny mafijnej Salvatore Maranzano; skupił on wokół siebie wielu imigrantów z sycylijskiego miasteczka Castellammare del Golfo, skąd nazwa wojny.
Wówczas 26 letni Joseph „Joe Bananas” Bonanno stanął na czele rodziny jako najmłodszy z bossów nowojorskich „Pięciu Rodzin”.
Bonanno był donem przez ponad 30 lat. Jego pozycja w świecie mafijnym została zachwiana wraz z wybuchem (sam ją wywołał) wojny bananowej. Wezwany, nie stawił się przed Komisją Syndykatu. W 1968 roku po przebytym zawale serca ostatecznie odszedł na emeryturę; zachował wpływy w rodzinie (jego następcami byli kolejno: Paul Sciacca, Natale Evola i Phil Rastelli; Gaspar DiGregorio był kreowany przez Komisję na szefa rodziny Bonanno w trakcie trwania wojny, gdy Bonanno w latach 1964–1966 był przetrzymywany przez swojego kuzyna Stefano Magaddino).

## Kolejni bossowie
- Natale „Joe Diamond” Evola stał na czele rodziny od roku 1968 do swojej śmierci w 1973.

- Phillip „Rusty” Rastelli przejął schedę po zmarłym poprzedniku. Od roku 1976 kilkakrotnie trafiał do więzienia – w tym czasie Carmine Galante przystąpił do przejęcia władzy w rodzinie (wyszedł na wolność w 1974; w więzieniu spędził 12 lat, zginął zastrzelony 12 lipca 1979 roku).

Władzę w rodzinie odzyskiwał ponownie Rastelli, ale w roku 1986 został skazany, tym razem na 12 lat pozbawienia wolności na podstawie ustawy RICO; zmarł w więzieniu na raka wątroby.
- Kolejnym przywódcą został wskazany przez Rastelliego Joseph Charles „Big Joey” Massino. 23 czerwca 2005 roku został skazany na dożywocie za podpalenia, wymuszenia, lichwę, siedem zabójstw, nielegalny hazard, włoską loterię i pranie brudnych pieniędzy.

Joe Bonanno zmarł 11 maja 2002 roku na niewydolność serca; jako ostatni z pierwszych szefów pięciu nowojorskich rodzin.